# Chantal Laboureur
Chantal Laboureur, née le 4 janvier 1990 à Friedrichshafen, est une joueuse de beach-volley allemande.
Elle remporte avec Julia Sude la médaille de bronze des Championnats d'Europe de beach-volley en 2017 à Jurmala.